# Sea-Land Corporation

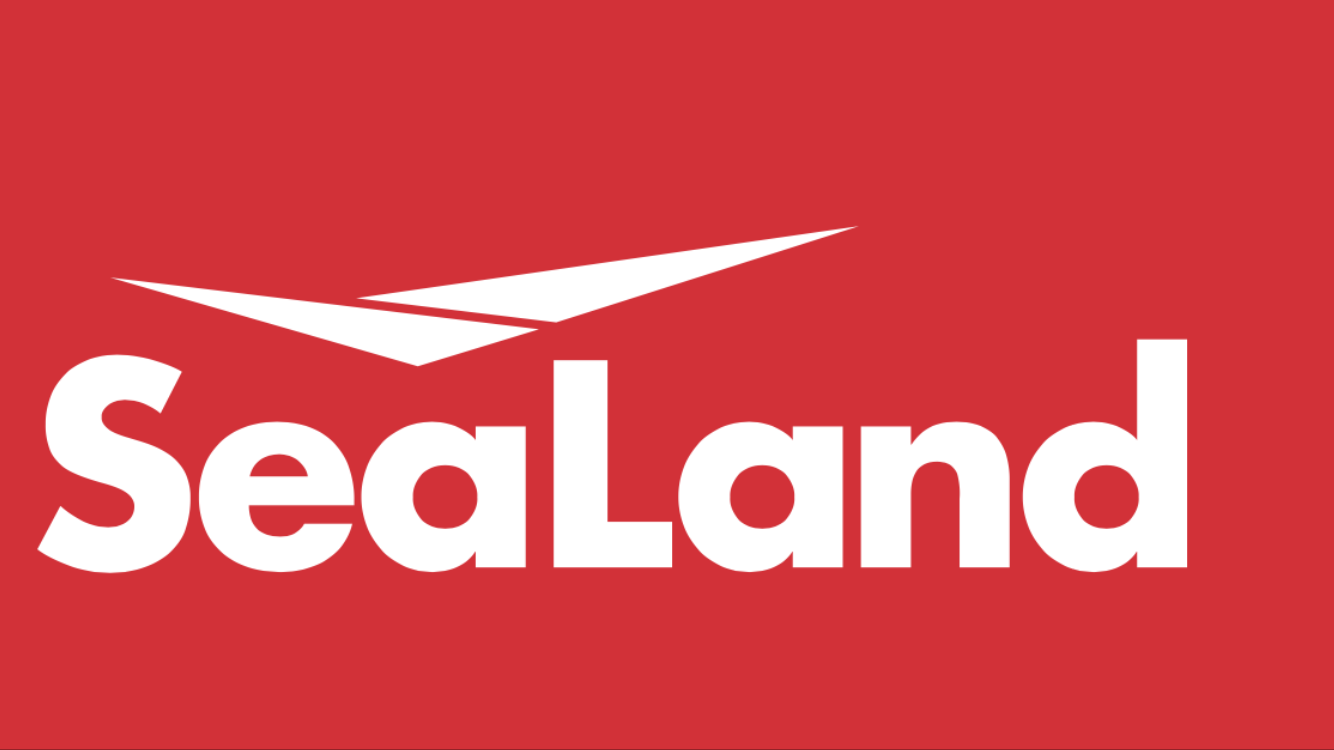

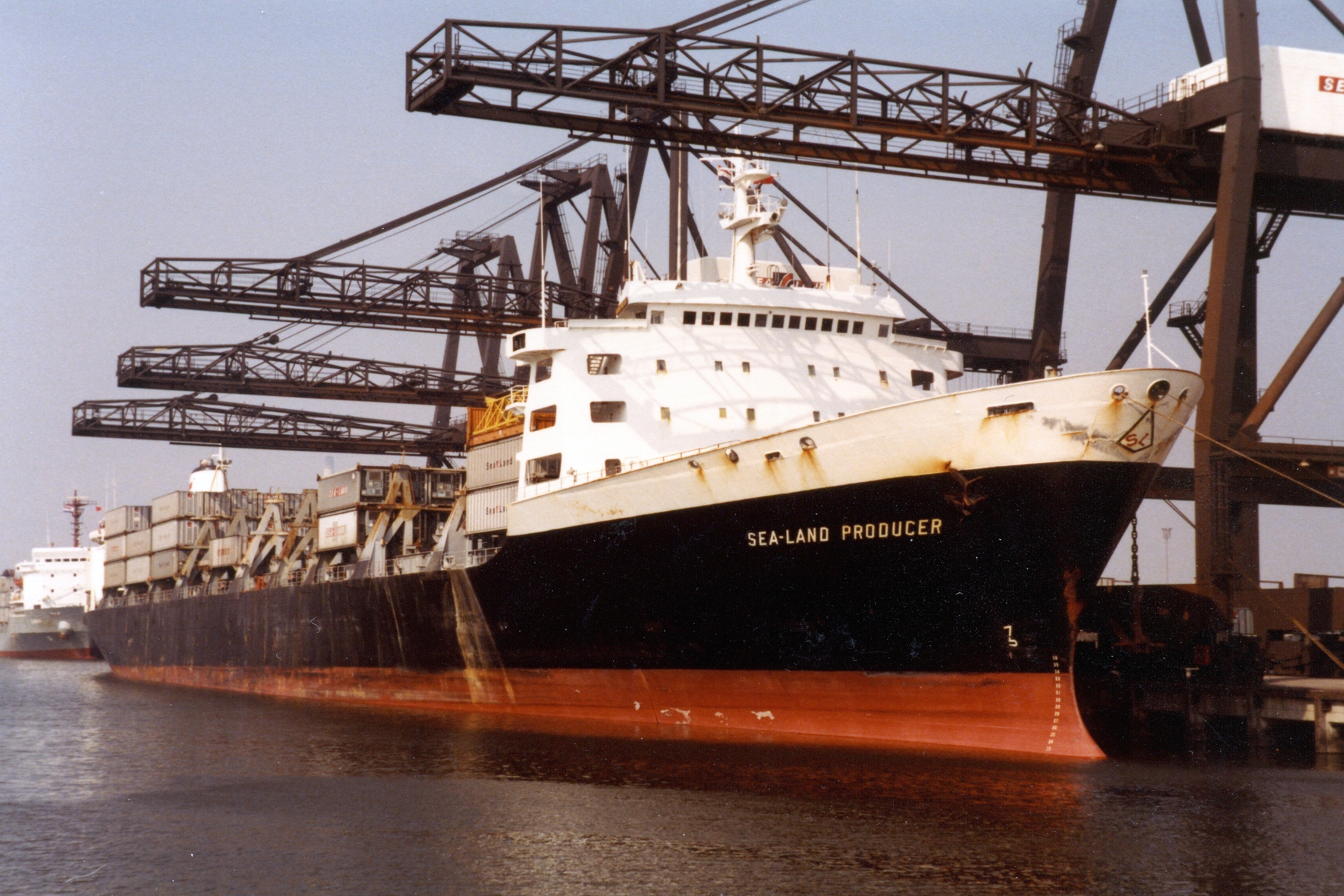
Sea-Land Producer

Die Sea-Land Corporation war eine US-amerikanische Schifffahrtsgesellschaft.
Die Sea-Land Corporation wurde von Malcom McLean gegründet und gehörte zu den Pionieren der Containerschifffahrt. Ab 1988 war sie Teil der CSX Corporation, welche sie 1999 an die dänische A.-P.-Møller-Mærsk-Gruppe verkaufte. Die Schiffe fahren unter dem gemeinsamen Namen Mærsk Line.
Die Reederei betrieb unter anderem folgende Schiffe bzw. Schiffsklassen:
- Ideal X
- Fairland
- Gateway City
- SL-18-Klasse
- SL-7-Klasse
- Atlantic-Klasse
- Sea-Land Champion-Klasse
- Sea-Land D-7-Klasse

Im Januar 2014 gab Mærsk bekannt, wieder eine eigenständige Reederei unter dem Namen SeaLand aufzubauen, die ab Januar 2015 die inneramerikanischen Dienste betreibt.